# Good Time (álbum de Alan Jackson)
Good Time é um álbum de Alan Jackson, lançado em 2008.